# Henrik Christian Harboe
Henrik Christian Harboe (18. november 1728 på Villingstad i Røken, Norge – 2. juni 1813 på Sandvoldgård, Hedemarken) var en dansk-norsk officer.
Han var søn af oberst for nordenfjeldske Dragonregiment Christian Frandsen Harboe (1684-1753) og Mechtele Kirstine f. Berg. Harboe blev landkadet 1740, fændrik i fynske (senere Kronprinsens) Infanteriregiment 1747, sekondløjtnant i regimentet samme år og udnævntes efter ansøgning i anledning af faderens død 1753 til kaptajn i 4. søndenfjeldske Dragonregiment. Han synes at have været en stridbar og voldsom natur og førte ikke noget eksemplarisk ungdomsliv, men forinden sin udnævnelse til major 1766 karakteriseres han af sin regimentschef som «en habil Officer, af god Exterieur og Konduite», og senere var han en i vide kredse højt skattet og anset mand. 1769 blev Harboe forsat til 3. søndenfjeldske (senere oplandske) Dragonregiment, hvor han forblev stående i 42 år og avancerede, 1779 til oberstløjtnant, 1788 til oberst, 1790 til chef for regimentet, 1794 til generalmajor af kavaleriet, 1810 til generalløjtnant og 1811 til general, idet han samtidig stilledes à la suite og fratrådte kommandoen over regimentet. På indstilling fra prins Christian August, der satte stor pris på Harboe, hædrede Frederik VI ham 1809 med Kommandørkorset af Dannebrog, og 1812 fik han Storkorset. Han døde på Sandvoldgård på Hedemarken 2. juni 1813.